# Mezamatveju kadiku plavas
Mezamatveju kadiku plavas este o arie protejată (arie specială de conservare — SAC, sit de importanță comunitară — SCI, arie de protecție specială avifaunistică — SPA) din Letonia întinsă pe o suprafață de 8,34 ha, integral pe uscat.

## Localizare
Centrul sitului Mezamatveju kadiku plavas este situat la coordonatele 56°20′15″N 27°54′09″E / 56.3375°N 27.9025°E.

## Înființare
Situl Mezamatveju kadiku plavas a fost declarat arie de protecție specială avifaunistică în decembrie 2003 pentru a proteja un număr necunoscut de specii din flora spontană și fauna sălbatică aflate în arealul zonei. Alte tipuri de protecție:
- sit de importanță comunitară (în mai 2004)
- arie specială de conservare (în mai 2004)[1][3][4]

## Biodiversitate
Situată în ecoregiunea boreală, aria protejată conține 2 habitate naturale: Formațiuni de Juniperus communis pe lande sau pajiști calcaroase, Pajiști uscate seminaturale și facies de acoperire cu tufișuri pe substraturi calcaroase (Festuco-Brometalia) (* situri importante pentru orhidee).
La baza desemnării sitului se află un număr nedeclarat de specii protejate.